# NANA MIZUKI LIVE MUSEUM×UNIVERSE
『NANA MIZUKI LIVE MUSEUM×UNIVERSE』（ナナ・ミズキ・ライブ・ミュージアム・ユニバース）は、水樹奈々の5作目となるライブ映像作品。 2007年6月6日にキングレコードから発売された。

## 概要
2007年2月12日の横浜アリーナで行われたライブ『NANA MIZUKI LIVE MUSEUM』の模様をDISC-1,2に2006年に行われたライブツアー『NANA MIZUKI LIVE UNIVERSE 2006 〜summer〜』の7月29日日比谷野外大音楽堂にて行われた公演をDISC-3,4に収録している。なお初回盤は、スペシャルボックス&デジパック仕様となっている。
DISC-1,2には、水樹自身によるオーディオコメンタリーが収められている。DISC-4には、特典映像として、それぞれのライブのメイキング映像が収録されている。

## 参加ミュージシャン
- 水樹奈々：ボーカル、ダンス

Cherry boys
- ギター
  - 渡辺格（愛称：イタルビッチ）
  - 北島健二（愛称：ケニー）
- ベース
  - 坂本竜太（愛称：りゅーたん）
- ドラム
  - 渡辺豊（愛称：ゆたぽん）
  - 松永俊弥（愛称：まーちん） ※MUSEUM公演のみ
- キーボード
  - 大平勉（愛称：トム君）

TEAM YO-DA
- ダンス&コーラス
  - MEGUMI MUKAI
  - HISAYO ANABUKI
  - MIKA USHIROKAWA
  - TOMOMI FUKUCHI(MUSEUM公演のみ)
  - CHINATSU OTSUKA(MUSEUM公演のみ)
  - YUMEKO HATOU(MUSEUM公演のみ)
  - MARIE TAKANO(UNIVERSE公演のみ)
- ストリングス：NANA Strings
- マーチングバンド：横浜ロビンズ

## 演奏会場
- 横浜アリーナ（2007年2月12日）
- 日比谷野外大音楽堂（2006年7月29日）

## 収録内容

### DISC-1
- NANA MIZUKI LIVE MUSEUM 2007 2007.02.12 @ 横浜アリーナ

OPENING
Tears' Night
TRANSMIGRATION 2007
MC1
パノラマ-Panorama-
Nocturne -revision-
ミラクル☆フライト
Violetta
still in the groove
それでも君を想い出すから -again-
MC2
光
水中の青空
Justice to Believe (MUSEUM STYLE)
ETERNAL BLAZE
SUPER GENERATION
アオイイロ
アノネ  〜まみむめ☆もがちょ 〜
POWER GATE

### DISC-2
Heaven Knows
MC3
Crystal Letter
SECRET AMBITION
suddenly 〜巡り合えて〜
The place of happiness
WILD EYES
MC4
ひとつだけ誓えるなら
残光のガイア
MC5
New Sensation
PROTECTION
MC6
想い
end roll
- SPECIAL FEATURE：LIVE MUSEUM オーディオコメンタリー

### DISC-3
- NANA MIZUKI LIVE UNIVERSE 2006 〜summer〜 2006.07.29 @ 日比谷野外大音楽堂

Take a shot
What cheer?
Late Summer Tale
MC1
二人のMemory
NAKED FEELS
You have a dream
MC2
NANA色のように
Love Trippin'
残光のガイア
リプレイマシン -custom-
ETERNAL BLAZE
MC3
甲賀忍法帖（陰陽座のカヴァー）

### DISC-4
MC4
PRIMAL AFFECTION
Faith
Inside of mind
MC5
SUPER GENERATION
POWER GATE
ミラクル☆フライト
MC6
星空と月と花火の下
innocent starter
MC7
RUSH＆DASH!
- LIVE UNIVERSE MAKING MOVIE
- LIVE MUSEUM MAKING MOVIE